# Éonavien
 (décembre 2022).
Le contenu est difficilement compréhensible vu les erreurs de traduction, qui sont peut-être dues à l'utilisation d'un logiciel de traduction automatique.
L'éonavien (eonaviego ou gallego-asturiano dans la propre langue) est le glottonyme utilisé pour désigner la langue romane traditionnellement parlée dans la région de l'extrémité ouest des Asturies en Espagne, située entre le fleuve Eo et le Navia, couramment dénommée «fala» par ses locuteurs. Tout comme le galicien et le portugais, la langue éonavienne a été développée à partir de la désintégration du galaïco-portugais unifié au Moyen Âge. La langue est actuellement affectée de manière significative, comme l'est aussi la galicien, par l'influence de l'espagnol.

## Écriture et règles de l'orthographe
L'éonavien est écrit au moyen de l'alphabet latin. En 2007, l'Académie de la langue asturienne (Academia de la LLangue Asturiana) a promulgué des normes orthographiques.

## Évolution de la langue
Maintenant montré que l'évolution du langage à l'appui du documentaire dans le monastère Oscan préservée:
| française    | latine             | galaïco-portugais | médiéval éonavien     | courant éonavien |
| ------------ | ------------------ | ----------------- | --------------------- | ---------------- |
| haut (élevé) | altu(m)            | outo              | outo                  | alto             |
| arbre        | árbor(em)          | árvol             | árvore                | árbol            |
| beaucoup     | multu(m)           | muito             | muito                 | muito            |
| clé          | clave (m)          | chave             | chave                 | chave            |
| doute        | dubitâtiô(m)       | dubida/dulda      | ¿dobeda?/dolda        | débeda/duda      |
| épine        | spina (m)          | espinna           | espĩa                 | espía            |
| aplanir      | aplanare           | achãar            | achãar                | achanar          |
| plein        | plenum (m)         | chẽo              | chẽo/chĩo             | chèn/chío        |
| houe         | asciata(m)         | aixada            | eixada                | eixada           |
| cerise       | cerasium           | cereija           | cereixa               | cereixa          |
| doigt        | dígitu(m)          | dedo              | dido                  | dido             |
| droite       | directu (m)        | direyto           | dereyto               | dereito/dereto   |
| fils         | filius (um)        | fillo             | fillo                 | fiyo             |
| sauver       | guardare           | guardar           | gardar                | guardar          |
| homme        | hōmo/hōminem       | hòmem             | hòme                  | hòme             |
| livre        | libru(m)           | livro             | libro/llibro          | libro/llibro     |
| lune         | lūna(m)            | lúa               | lúa/llúa              | lúa/llúa         |
| laine        | lana(m)            | lã                | lã/llã                | lá/llá           |
| main         | mānu(m)            | mão               | maao                  | mao              |
| apple        | mattiāna (m)       | maçã              | maçaa                 | mazá             |
| mien         | mea (m)            | minna/mía         | mĩa (mina)            | mía              |
| noir         | niger /nigrum      | nieiro/neiro      | neiro                 | negro            |
| neige        | níve(m)            | neve              | neve                  | neve             |
| nuit         | nox/nócte(m)       | noite             | noite                 | nòite            |
| obliger      | obligare           | obrigar           | obridar               | obrigar          |
| coffre       | péctus(m)          | peito             | peito                 | peito            |
| qui          | quī / quem         | quem              | quen                  | quèn             |
| diner        | cena (m)           | cẽa               | cĩa                   | cía              |
| paroi (mur)  | parĭes/ parĕtem    | parede            | parede                | parede           |
| quatre       | quattuor           | quatro            | quatro                | cuatro           |
| une          | ūna(m)             | ũa/ hũa           | ũa                    | úa               |
| sortir       | salire             | sair              | sair                  | salir            |
| tien         | tuus /tuum         | teu               | tou                   | tou              |
| vielle       | vĕtula             | vella             | vella                 | veya             |
| vérite       | veritas/ veritatem | verdade           | verdade               | verdá            |
| française    | latine             | galaïco-portugais | mediéval Eonavien [2] | courant eonavien |

## Comparatif avec d'autres langues
| Latin             | Galicien                     | Galicien                       | Éonavien                                 | Galaïco-portugais | Portugais                 | Asturien occidental           | Français      |
| Latin             | Est                          | Ouest                          | Éonavien                                 | Galaïco-portugais | Portugais                 | Asturien occidental           | Français      |
| ----------------- | ---------------------------- | ------------------------------ | ---------------------------------------- | ----------------- | ------------------------- | ----------------------------- | ------------- |
| canes             | cans [ˈkaŋs]                 | cas [ˈkas]                     | cais [ˈkajs]                             | cães/cããs         | cães ['kãj̃ɕ]              | canes [kanes]                 | chiens        |
| equuus / caballus | cabalo [ka'balo]             | cabalo [ka'balo]               | cabalo/caballo [ka'balo]/[ka'baλo] *     | cavalo            | cavalo [ka'vaɫu]          | caballu [ka'baλu]             | cheval        |
| latrones          | ladróns [laˈðɾoŋs]           | ladrós [laˈðɾos]               | ladróis/lladróis [laˈðɾojs]/[λaˈðɾojs] * | ladrões           | ladrões [ɫaˈðrõj̃ɕ]        | l.ladrones [ʈʂa'ðrones]       | voleurs       |
| germanum          | irmán [iRˈmaŋ]               | irmao [iRˈmao]                 | ermao [eRˈmao]                           | irmão             | irmão [iR'mãw]            | hermanu [eRˈmanu]             | frère         |
| lux               | luz [ˈlus]                   | luz [ˈluθ]                     | luz/lluz [ˈluθ]/['λuθ] *                 | luz/lus           | luz [ɫujʃ]                | l.luz [ʈʂuθ]                  | léger         |
| longum            | lonxe [ˈ'lonʃe]              | lonxe [ˈ'lonʃe]                | lònxe/llònxe [ˈ'lɔnʃe]/ [ˈλɔn'ʃe] *      | longe             | longe ['ɫõƷi]             | l.loñe ['ʈʂoɲe]               | longue        |
| quinque           | cinco [ˈsiŋko]               | cinco [ˈθiŋko]                 | cinco [ˈθiŋko]                           | cinco             | cinco ['sinku]            | cincu [θiŋku]                 | cinquième     |
| oculum            | ollo [ˈoʎo]/[ˈɔʝo]           | ollo [ˈoʎo]/[ˈɔʝo]             | òyo [ˈɔʝo]                               | ollo              | olho [ˈoʎu]               | güeyu/güechu [w'eʝu]/[w'etʃu] | œil           |
| horam             | hora [ˈɔɾa]                  | hora [ˈɔɾa]/[ˈoɾa]             | hora [ˈoɾa]                              | hora              | hora ['ɔɾa]               | hora [ˈoɾa]                   | heure         |
| hominem           | home [ˈome]                  | home [ˈɔme]                    | hòme ['ɔme]                              | home              | homem [o'mẽ]              | huome/home [w'ome]/['ome]     | homme         |
| tuus cantavisti   | ti cantaste(s) [kantaste(s)] | tu/ti cantaches [tu kantatʃes] | tu cantache [tu kan'tatʃe]               | tu cantaste       | tu cantaste [tu kã'tasti] | tu cantasti [kan'tasti]       | vous chantiez |
| animales          | animás [ani'mas]             | animás [ani'mas]               | animales [ani'males]                     | animaes           | animais [ani'majs]        | animales [ani'males]          | animaux       |
| infanta           | niña ['niɲa]                 | niña ['niɲa]                   | nía [ni'a]                               | ninna             | menina [me'nina]          | neña['neɲa]                   | fille         |

(*) Sons latéraux "ʎ" Porcian rivière rivière en bateau. Sons latéraux "I" à EUVE rivière Porcian.

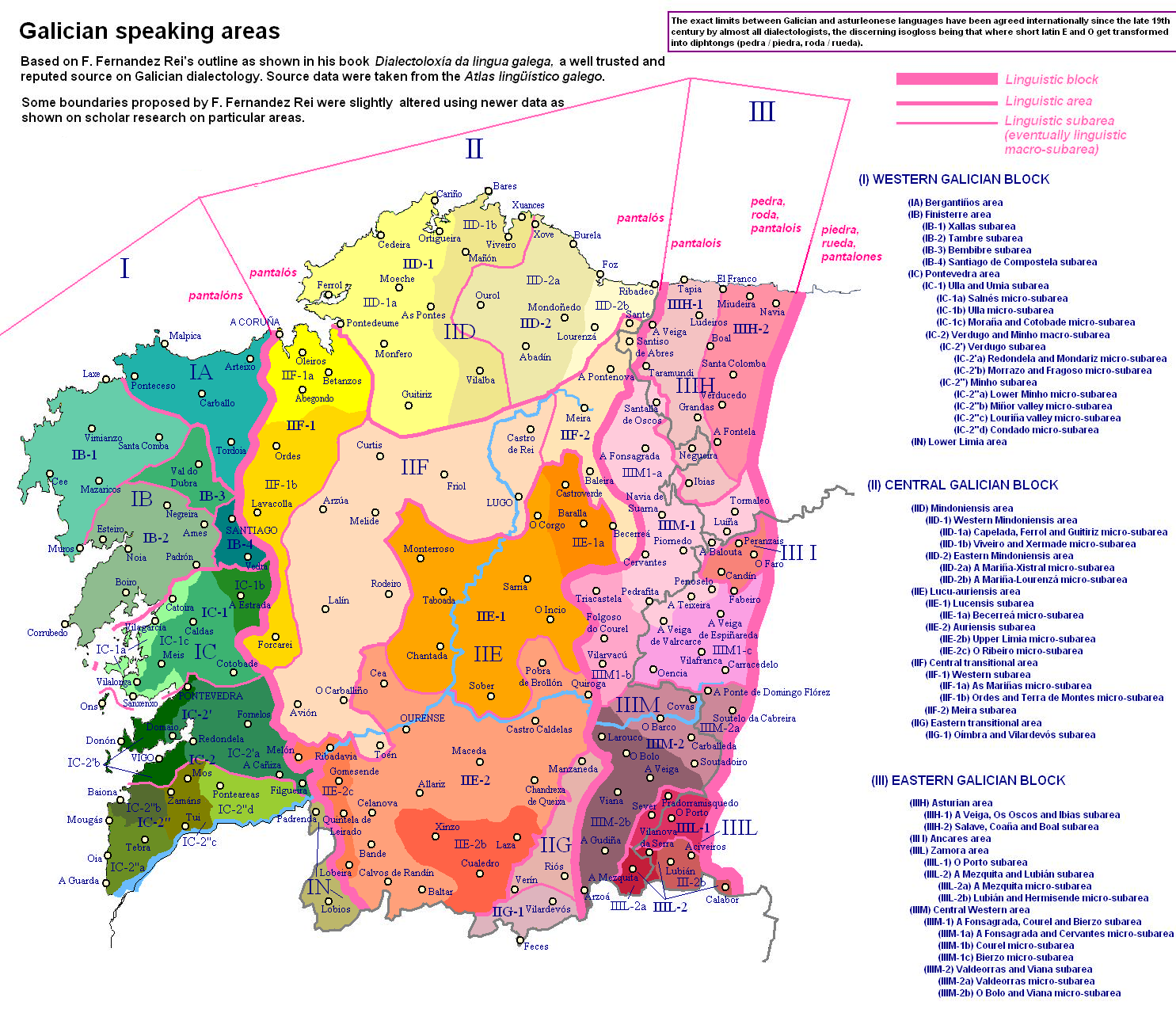
L'éonavien dans tous les domaines de la langue galicienne-portugais.

## L'éonavien dans le système éducatif de la Principauté
Il existe une loi sur l'usage et la promotion de la langue asturienne qui promulgue la possibilité pour les jeunes entre 6 et 16 ans d'étudier la langue dans les établissements d'enseignement en tant que matière optionnelle et volontaire qui selon certaines sources d'information ne serait pas respectée dans tous les centres.